# Mosteiro de San Millán de Suso

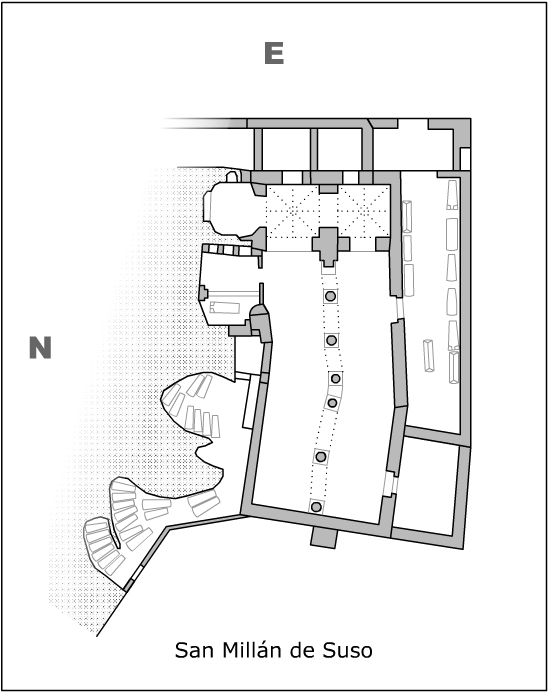
Planta.

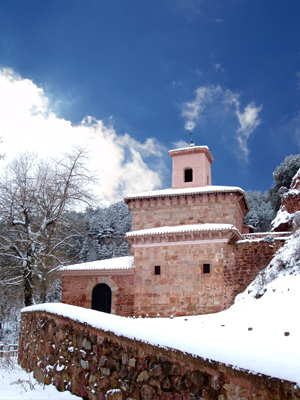
San Millán de Suso

O Mosteiro de San Millán de Suso ou simplesmente Mosteiro de Suso encontra-se situado na pequena vila de San Millán de la Cogolla, em La Rioja, Espanha. Faz parte do conjunto monumental de 2 mosteiros, com outro construído posteriormente e que se situa mais em baixo, chamado Mosteiro de San Millán de Yuso, os dois declarados Patrimônio da Humanidade.
Iniciada a sua construção em finais do século VI, tem a sua origem num cenóbio visigodo estabelecido em torno ao sepulcro do eremita Emiliano (Milhão) ou Emiliano, falecido em 574. Ao longo dos séculos seguintes e até ao século XII teve diferentes ampliações como conseqüência do câmbio de vida eremítica à cenobítica e posterior monástica, distinguindo nelas o estilo Moçárabe e o Românico. Sua importância não é só artística e religiosa, mas também linguística e literária. Aqui um monge escreveu as Glosas Emilianenses, anotações nas margens das páginas, escritas tanto em romance pouco evoluído (um pré-castelhano para alguns eruditos) quanto em basco; foi assim considerado como o "berço" dalguns romances hispânicos e do basco. 
Aqui também morou Gonzalo de Berceo, monge e primeiro poeta de nome conhecido em castelhano. 

## História

### Origens
Nos primeiros tempos da chegada dos visigodos à Península, o anacoreta Emiliano (Milhão) retirou-se para este lugar apartado e recôndito. Emiliano, filho de um pastor e natural de Vergégio, atual Berceo, viveu lá como ermitão, abrigado numa pequena cela, falecendo com 101 anos e sendo enterrado numa tumba escavada na rocha. A sua hagiografia foi escrita em latim por volta de 635 pelo bispo de Saragoça Bráulio. Gonzalo de Berceo, educado neste mosteiro, traduziu esta biografia do latim para versos em língua vulgar ou romance. 
O pequeno mosteiro foi construído em torno à cela rupestre do ermitão. Numa primeira etapa (século V e princípios do VI) escavaram-se grotas aproveitando ocos do terreno, as quais se distribuíram em dois níveis e destinadas a quartos, e outras duas a oratório, onde atualmente se situam o cenotáfio de São Milhão e o ossuário.

### Cenóbio visigodo

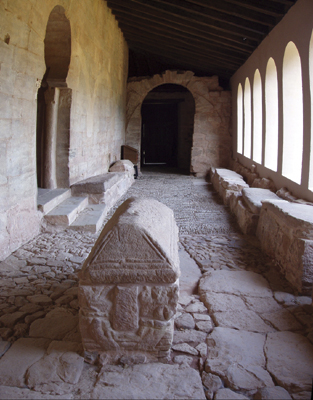
Portaleio de Gonzalo de Berceo com os sarcófagos dos sete infantes de Lara e três rainhas navarras

Entre os séculos VI e VII, a mudança de vida eremítica para cenobítica exigiu a construção dum edifício para se reunirem, sendo esta a primeira construção propriamente dita, correspondendo com os dois compartimentos abobadados situados mais à direita, segundo se entra para o mosteiro; desta construção conservam-se atualmente os muros e vários dos arcos visigodos.

### Construção moçárabe
Na primeira metade do século X, e partindo do cenóbio visigodo, construiu-se o mosteiro moçárabe, sendo consagrado em 954 por Garcia Sanches I de Pamplona; desta construção conserva-se grande parte da estrutura. A esta etapa corresponde a galeria de entrada e a nave principal da igreja, construída com abóbadas em estilo califal e arcos de ferradura.
Em 1002, Almançor incendiou e destruiu este mosteiro, desaparecendo com isso a decoração pictórica e estuques moçárabes.

### Ampliação românica
Em 1030, Sancho III de Navarra por ocasião da santificação de São Milhão, restaurou-se e ampliou-se o mosteiro pelo oeste, acrescentando dois arcos de meio ponto aos existentes de ferradura, e mudando a situação do altar, que se orientou para leste. Finalmente, nos séculos XI e XII realizaram-se outras ampliações com muros e arcos de volta perfeita, diante das primitivas grotas do eremitório.

## Descrição do mosteiro

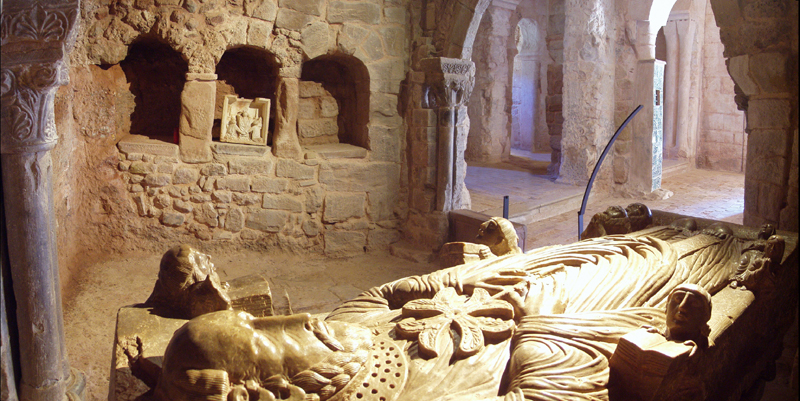
Cenotáfio de São Milhão. Século XII.

Acede-se ao templo pela porta de ferradura, onde ainda se podem apreciar as pegadas do incêndio provocado por Almançor. Antes de seguir adiante há três coisas importantes para contemplar:
1. O aparelho do reverso de dita porta de entrada que conserva um núcleo da obra visigoda cuja porta de ferradura estava ultrapassada em 1/3. Seguramente na reconstrução do século XI fizeram-na ultrapassada em ½.
2. O decorado do solo, feito com seixos rolados cinzentos e tijolos vermelhos que formam rosetas e suásticas. Conhece-se este solo como "tapete do portalejo"; é um trabalho moçárabe de princípios do século XI, sendo mencionado por Gonzalo de Berceo na Vida de Santa Oria, referindo-o de portaleio. Descreve toda a estância onde estão as tumbas de famosas personagens.
3. À esquerda da galeria, os sarcófagos dos sete infantes de Lara, rodeando o seu preceptor, Nuño. Também neste átrio se encontram as tumbas de Toda, Ximena e Elvira, rainhas de Navarra, bem como do Senhor de Cameros D. Tello González. Desde este átrio contempla-se uma magnífica vista do vale de Cárdenas.

Daí entra-se no santuário por uma porta que tem um rústico arco sem extradorso e sem chave, que denota um rasgo visigodo. Como suportes laterais têm umas colunas gêmeas com capitéis interessantes.
Frente a esta porta vêem-se os três santuários que foram escavados na rocha. A grota mais oriental é provavelmente a parte mais antiga e acredita-se que fora a cela do santo. Trata-se do cenóbio visigodo, composto por uma série de grotas colocadas em dois andares, unidos por um poço onde se diz que viveu São Milhão até à sua morte em 574. Foi enterrado aqui mesmo, até que em 1053 o deslocaram para o mosteiro de Yuso. No mosteiro de Suso, que se está a descrever, conserva-se a tampa da sua tumba, em estilo românico, na qual o Santo é representado em estátua jacente. É uma obra atribuída ao mesmo autor da catedral de Santo Domingo de la Calzada em La Rioja.

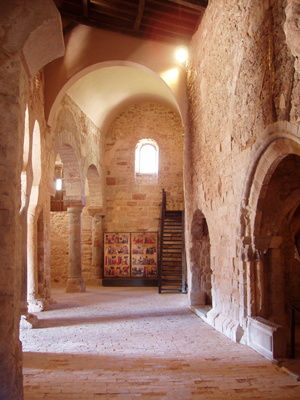
Mosteiro de Suso. Interior

Os consolos que apresenta o edifício são os mais luxuosos de todas as séries conhecidas no tradicional estilo de repovoação, similares aos da fachada Leste da Mesquita de Córdoba. Trata-se de volutas a base das clássicas suásticas, rosetas em estrelas de seis pontas; um apêndice triangular agregado no centro da face frontal, calado e decorado com rodas solares e triângulos curvilíneos. Pode dizer-se que se trata aqui dum "barroquismo" moçárabe do século X em La Rioja. A igreja apresenta duas naves.

## Nova cultura
A situação geográfica deste pequeno mosteiro teve grande importância para as relações com outros centros de cultura. Tinha influências castelhanas e francas, além de os seus vizinhos serem os monges de Silos e Albelda; estava bem perto do Caminho de Santiago e possuía ademais um rico substrato moçárabe e visigodo. 

## Origens do castelhano

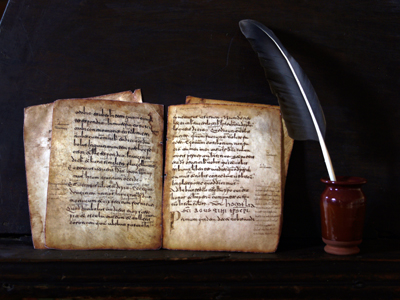
Página 72 do Códice Emilianense 60. Aprecia-se a glosa na margem direita.

Em Novembro de 1977 teve lugar no mosteiro de San Millán de la Cogolla a celebração do milenário do nascimento da língua castelhana. Na biblioteca, herdeira do Escritório de São Milhão dormia durante séculos um códice latino, Aemilianensis 60, em cujas margens um amanuense escrevera umas glosas em língua romance, em basco e num latim fortemente deturpado. Como exemplo de uma glosa:
| “ | ...con o ajutorio de nuestro dueno Christo dueno Salbatore qual dueno yet ena honore e qual duenno tienet ela mantatjione con o Patre con o Spiritu Sancto en os sieculos de los sieculos | ” |

Isto ocorria no século X, embora pesquisas recentes acreditem que talvez fora já entrado o século XI. Este códice 60, que atualmente se guarda na Real Academia de la Historia, é o que tradicionalmente se conhece como Glossas Emilianenses. Dado que duas destas glosas estão escritas em basco, pode dizer-se também que no mosteiro de San Millán ocorreu o nascimento da língua basca escrita. 